# Шепчул
Шепчул (хак. Сип чул — «Саранковый ручей») — деревня в Таштыпском районе Хакасии. Находится на р. Шепчул, левом притоке р. Большая Сея, в 22 км от райцентра — с. Таштып.
До Ш. проходит асфальтированная дорога.
Число хозяйств 16, население 38 чел., в том числе хакасы 89 %, русские 11 %.

## Население
| 2002 | 2010 |
| ---- | ---- |
| 49   | ↘39  |